# Iglesia de San Félix (Llagostera)
La iglesia de San Félix (en catalán: església de Sant Feliu) es el templo parroquial del municipio de Llagostera, en la comarca del Gironés, provincia de Gerona, Cataluña, España. Es un monumento protegido e inventariado dentro del Patrimonio Arquitectónico Catalán como Bien Cultural de Interés Local.

## Descripción

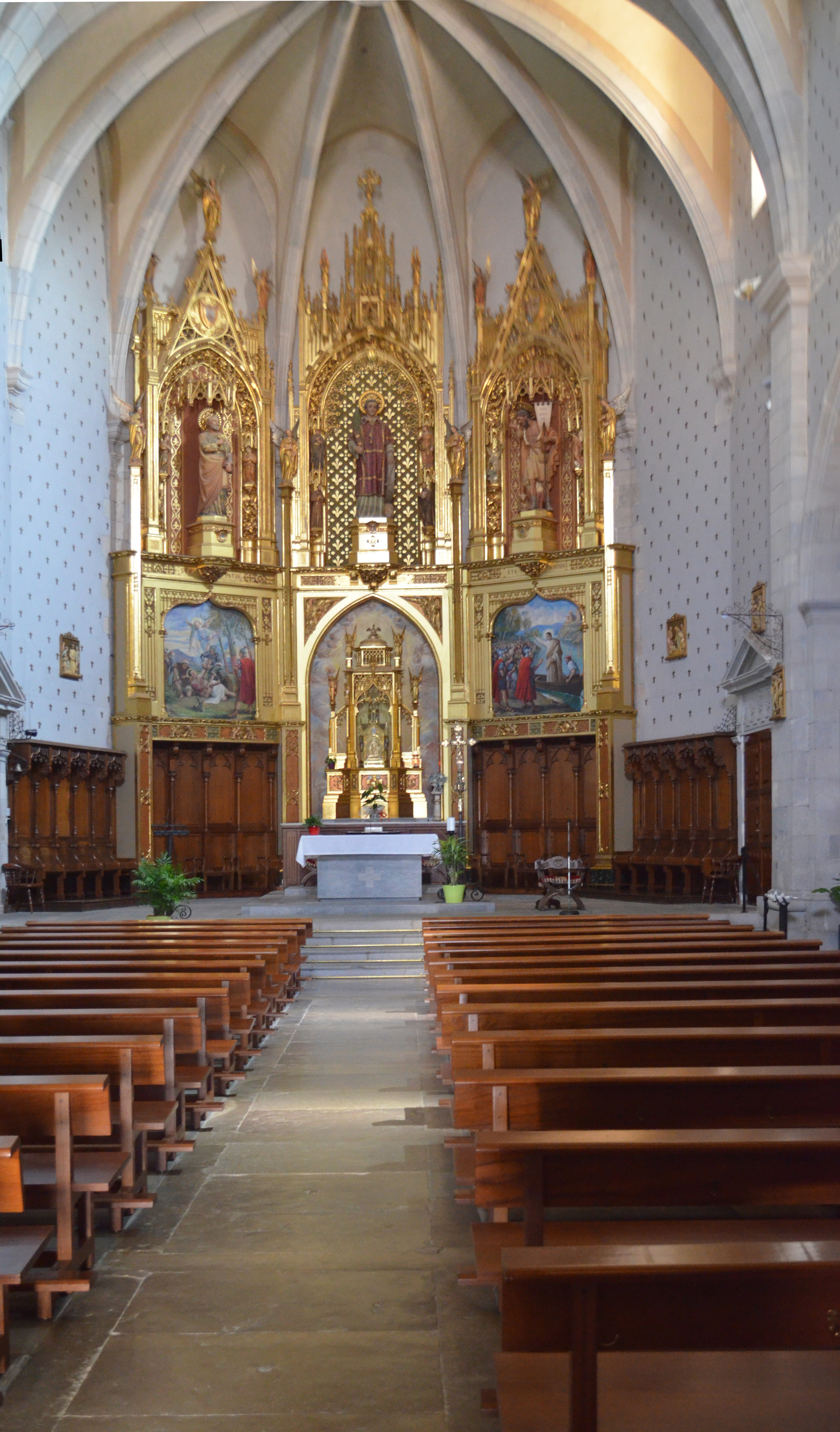
Retablo mayor

San Félix de Llagostera es una iglesia de planta rectangular de una sola nave y ábside poligonal. La torre es de arquerías góticas del siglo XV, reforzada exteriormente con contrafuertes. Paredes portantes de piedra morterada y fachada principal con piedra de Gerona. Es interesante la portada de estilo barroco catalán con columnas y frontón roto por volutas. La hornacina central sobre la puerta está cubierta con bóveda de concha y tenía una imagen de San Félix, desaparecida durante la guerra civil española. Hay también un rosetón circular. Sobresale del conjunto el campanario poligonal, rematado con una balaustrada, y de una altura de 50 metros, es el hito más importante del pueblo. Es una obra incluida en el Inventario del Patrimonio Arquitectónico de Cataluña como Bien Cultural de Interés Local.

## Historia
La iglesia ocupa el lugar más alto del casco antiguo de Llagostera. De la parroquia se tienen las primeras noticias del año 855 en un diploma de Carlos el Calvo, confirmando los bienes y privilegios de esta parroquia a favor del monasterio de Santa María de la Grassa. En 1021, la condesa Ermessenda pagó las obras de reforma y en 1058, la condesa puso a la iglesia bajo la jurisdicción del obispado de Gerona. De esta primitiva iglesia solo queda una clave de bóveda, en la pared del campanario, el edificio desapareció por completo al construir, en el siglo XV, el actual edificio.